# Georg Gottlob Ungewitter

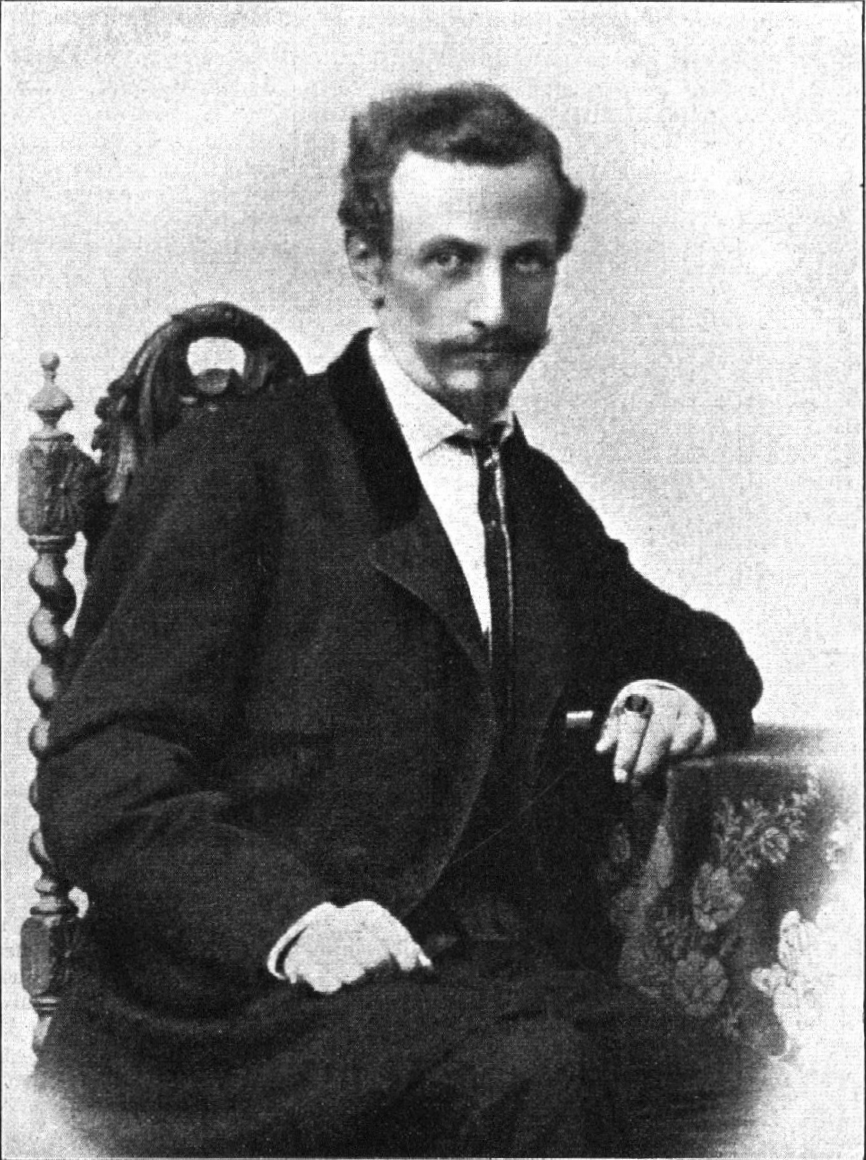
Porträt

Georg Gottlob Ungewitter (* 15. September 1820 in Wanfried; † 6. November 1864 in Kassel) war ein deutscher Architekt und Baumeister.

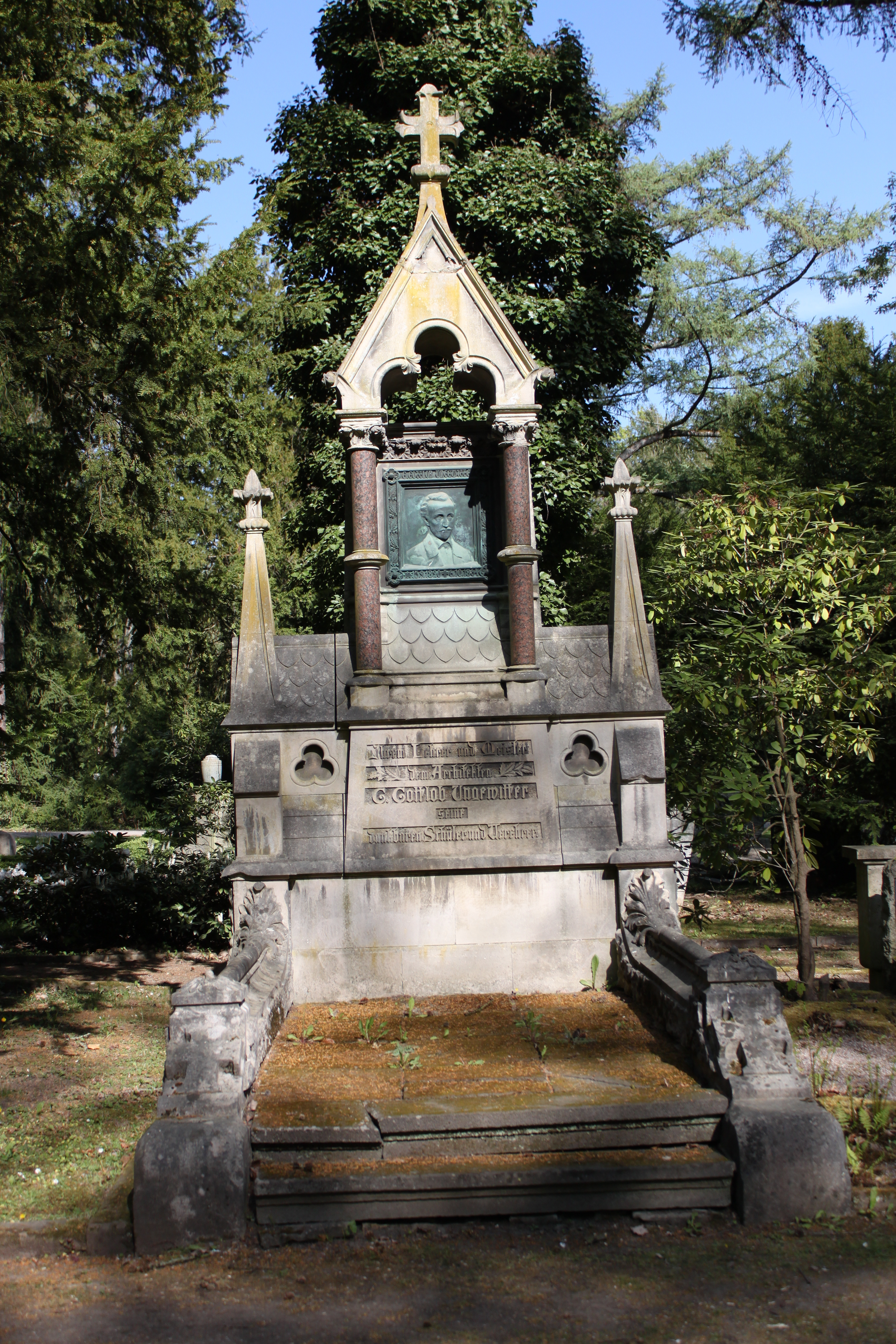
Grab für Georg Gottlob Ungewitter auf dem Hauptfriedhof in Kassel

## Leben
Ungewitter gehörte zu den ersten Vertretern der Wiederbelebung gotischer Formen in Deutschland (Neugotik oder Neogotik) und spielte damit eine wichtige Rolle in der historistischen Architektur, speziell im Kirchenbau.
Er unterrichtete von 1852 bis 1864 an der Höheren Gewerbeschule Kassel. Dort waren unter anderem Rudolph Amandus Philippi (Naturforscher) und Robert Wilhelm Bunsen (Chemiker) seine Kollegen, der Architekt Wilhelm Lotz 1851/1852 sein Kollege und Schüler. Ungewitters Lehre, Gebäudeentwürfe und erschienene Buchprojekte haben geholfen, hohe Standards von Kunstfertigkeit mit einer archäologischen Genauigkeit zu entwickeln. Seine feinen Details von Säulen, Fenstern und Balkenköpfen wurden erst eine Generation später üblich. Wie groß seine Rolle in der Verbreitung der Neugotik im deutschen Sprachraum tatsächlich war, müsste erst noch sorgfältig herausgearbeitet werden. Die Ursprünge in England sind bei ihm wie bei seinen Zeitgenossen erkennbar.
In der von Karl Mohrmann bearbeiteten 3. Auflage der Schrift Lehrbuch der gotischen Konstruktionen von Ungewitter gibt der Erstgenannte eine ausführliche Darstellung der baustatischen Untersuchung gewölbter Steinkonstruktionen.
Offenbar sind nur wenige seiner Entwürfe gebaut worden (im Gegensatz etwa zu seinem stilistisch und regional nahen Kollegen Conrad Wilhelm Hase). Dies lag wohl erstens an seiner primären Rolle als Lehrer, dann aber zweitens auch an seiner Originalität; insbesondere die allein stehenden Bauten sind höchst vielgestaltig, mit zahlreichen Anbauten, Erkern und vor allem komplizierten Dächern, deren Körper sich manchmal regelrecht gegenseitig durchdringen. Drittens aber vollzog Ungewitter nicht den offensichtlichen Wandel von der einfachen Grundrissgliederung der Romantik hin zur starken Differenzierung in viele verschiedene Funktionsräume im Historismus.
Ungewitter war Mitglied im Hamburger Künstlerverein von 1832.

## Bauten
- 1847–1848: Wohnhaus in Lübeck, Breite Straße 10 (zerstört)
- 1854: Restaurierung der gotischen Marienkapelle am Fritzlarer Dom ⊙
- 1857–1859: Restaurierung der Pfarrkirche St. Maria in Volkmarsen ⊙
- 1857–1862: Restaurierung von Kirche und Kloster Haina ⊙
- 1857–1862: Evangelisch-reformierte Kirche Wasenberg ⊙
- 1859–1861: Evangelische Kirche (Neustadt (Hessen)) ⊙
- 1859–1864: Restaurierung der Evangelischen Pfarrkirche (ehem. Stiftskirche St. Maria) in Wetter (Hessen) ⊙
- 1861: Emporen in der Stadtkirche Wolfhagen (1958 entfernt)
- 1862: Kirchturmaufbau der Neustädter Kirche (Eschwege) ⊙
- 1862–1863: Haus Scholl in Kassel, Bahnhofstraße
- 1863–1867: Evangelische Kirche (Hundelshausen) ⊙
- 1864: Evangelische Kirche (Malsfeld) ⊙
- 1864–1865: Kirchenschiff der Evangelischen Kirche in Schlierbach/Hessen[2]
- 1864–1866: St. Anna (Nieste) ⊙
- 1864–1868: Restaurierung der Evangelischen Liebfrauenkirche in Frankenberg (Eder) ⊙
- 1865–1871: St. Johannes der Täufer (Amöneburg) ⊙
- 1867–1870: Restaurierung von St. Johannes der Täufer (Momberg)⊙
- 1868–1870: Pfarrkirche St. Elisabeth in Frankfurt-Bockenheim ⊙
- ferner zahlreiche Wohn- und Geschäftshäuser in Hamburg

Ungewitter-Bauten
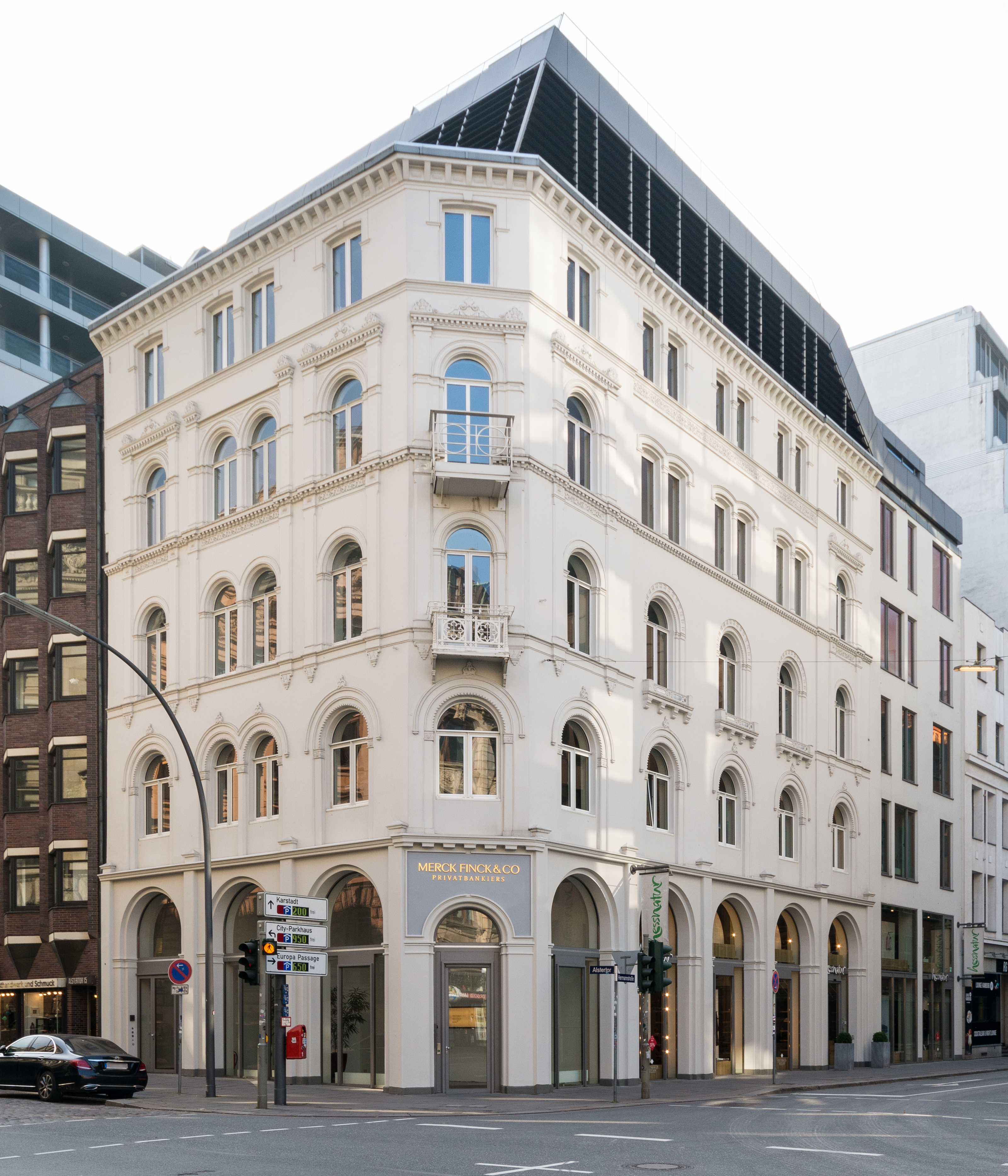
Das Haus Hermannstraße 3 Ecke Alstertor in Hamburg-Altstadt erbaute Ungewitter Ende der 1840er Jahre im Zuge des Wiederaufbaus nach dem Hamburger Brand.(2011)
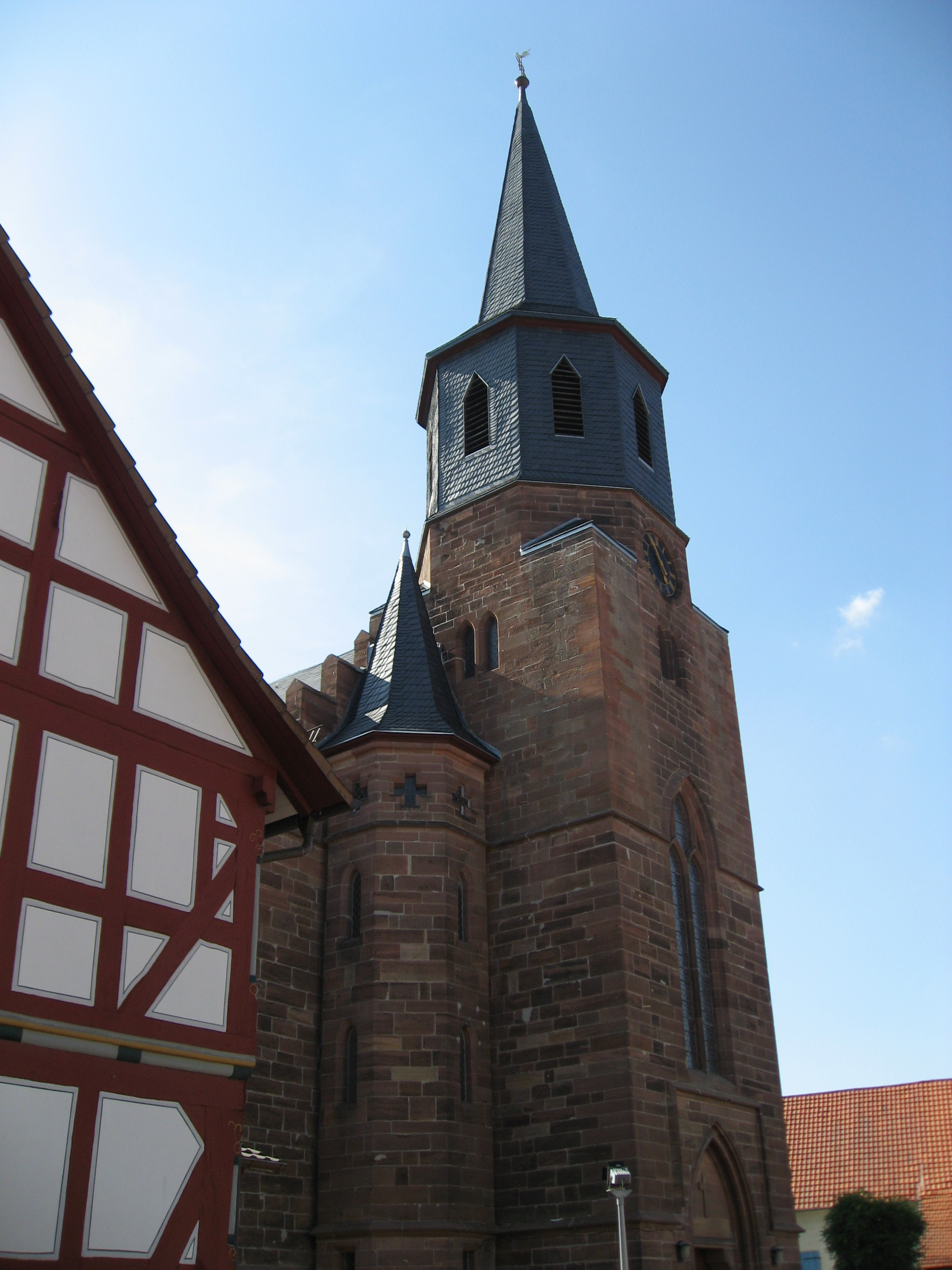
Kirche Wasenberg (2008)
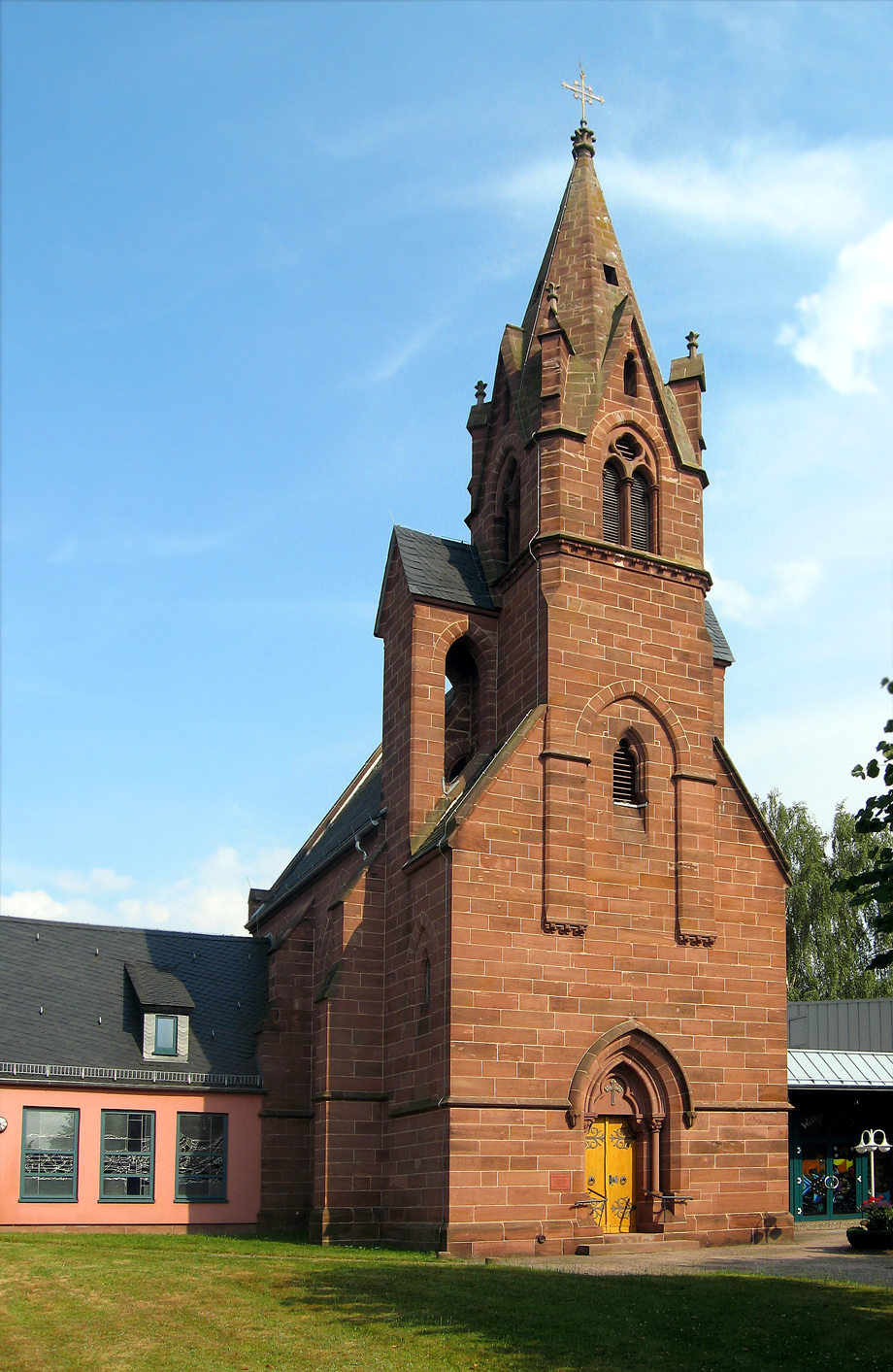
Evangelische Kirche Neustadt/Hessen (2006)
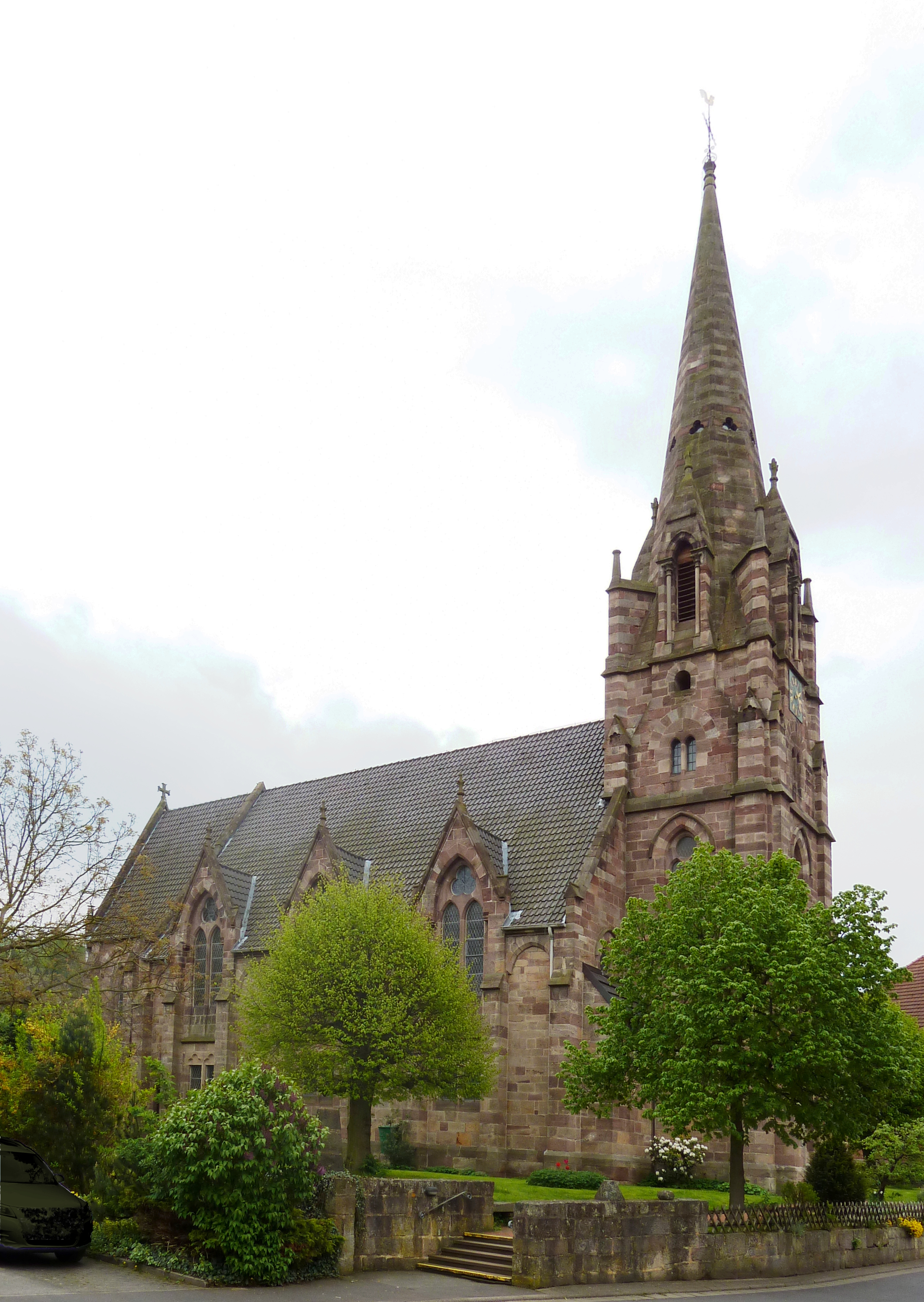
Evangelische Kirche Hundelshausen
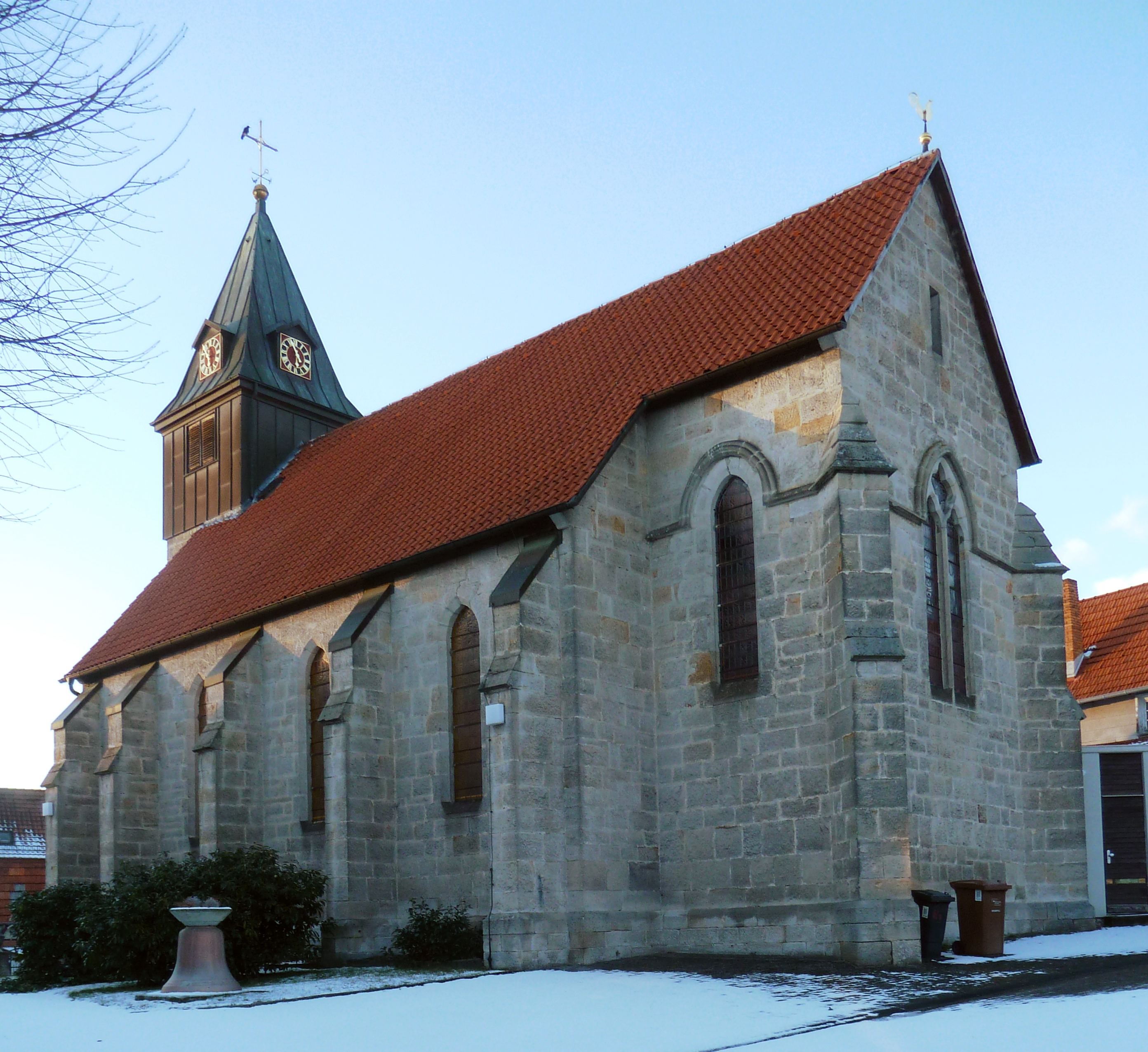
St. Anna (Nieste)
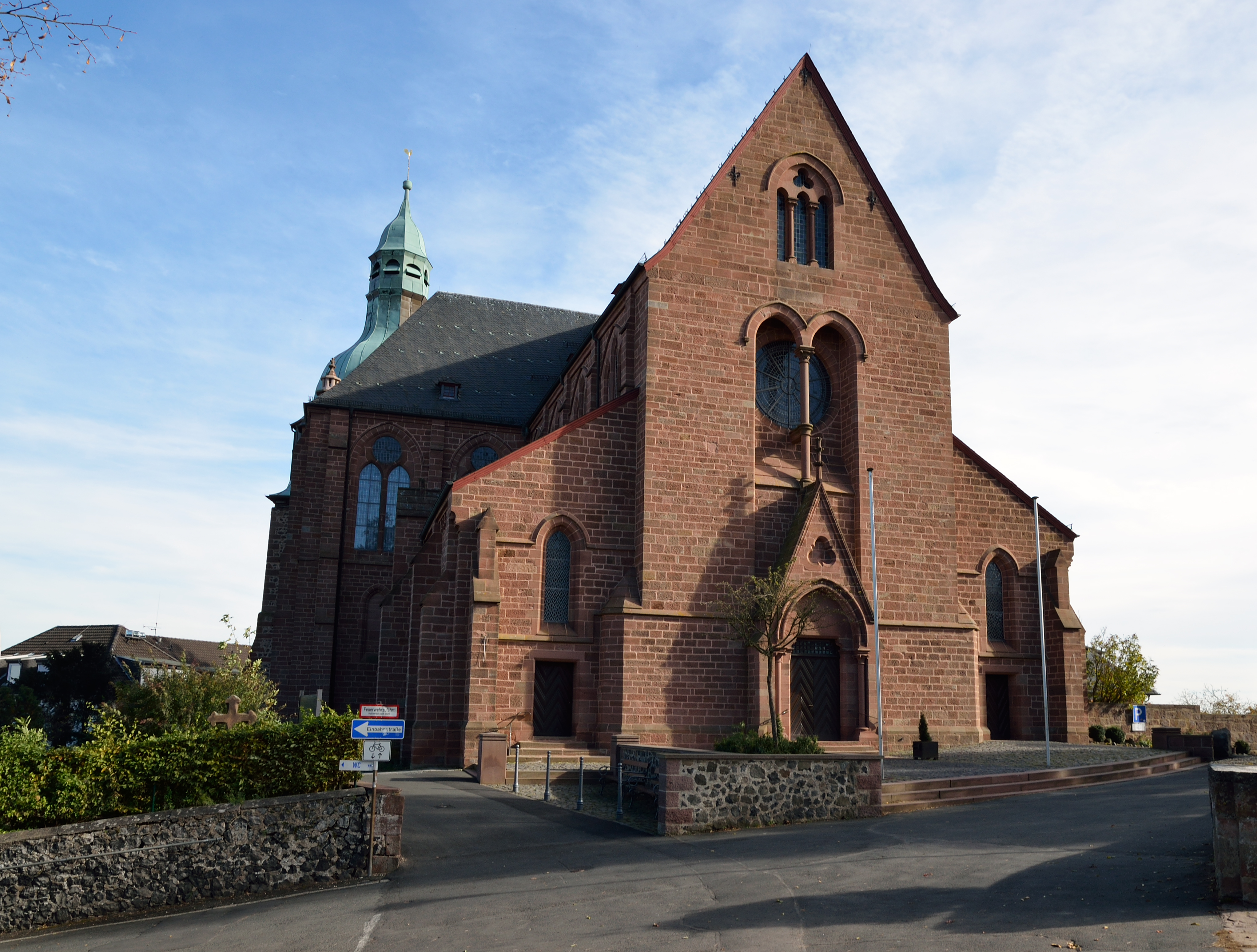
St. Johannes der Täufer (Amöneburg)
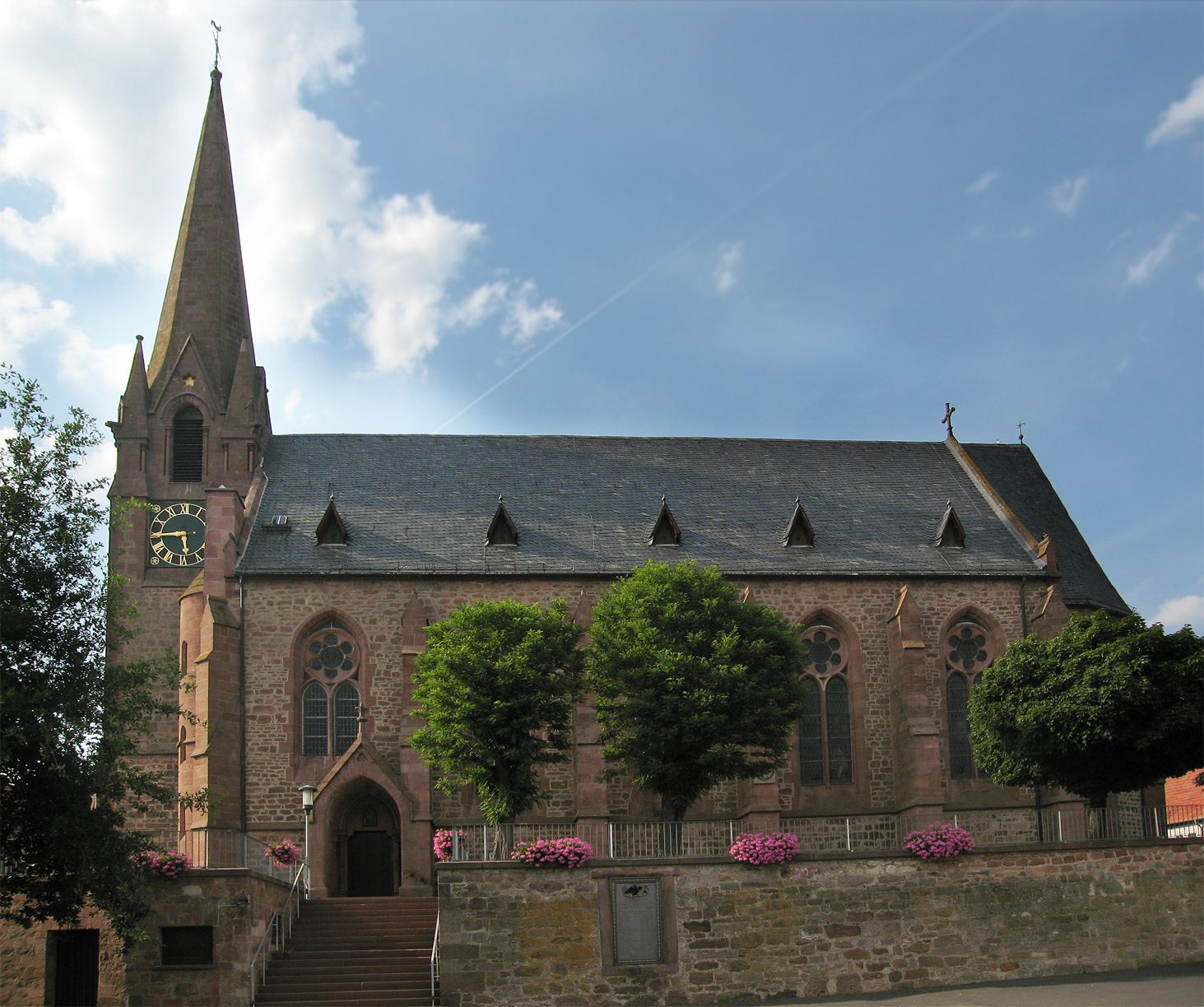
St. Johannes der Täufer (Momberg)

## Schriften (Auswahl)
- Entwürfe zu gotischen Möbeln. Carl Flemming, Glogau 1851, OCLC 11695006.
- Entwürfe zu Stadt- und Landhäusern. 52 Bauentwürfe, 12 Lieferungen, 2 Bände, Verlag von Carl Fleming, Glogau 1856–1864, OCLC 43738995.
- Lehrbuch der gothischen Constructionen. T.O. Weigel, Leipzig 1859–1864. (Digitalisat)
  - 2. verbesserte Auflage. Leipzig o. J. [1880], (Atlas, Digitalisat UB Heidelberg)
  - 3. Auflage: Lehrbuch der gotischen Konstruktionen neu bearbeitet von K. Mohrmann. Leipzig 1890 – Digitalisat Band 1, Digitalisat Band 2
  - 4. Auflage. Leipzig 1901–1903. – Digitalisate: Band 1 – Internet Archive, Band 2 – Internet Archive
- Details gotischer Möbel. Hessling, Berlin 1893 (2 Bände).
- Details für Stein- und Ziegel-Architectur im romanisch-gothischen Style. 4. Auflage. Hessling, Berlin 1896 (Digitalisat)
- Gothische Holz-Architektur. Hessling, Berlin 1896 (Digitalisat)